# Eurotiales
Die Eurotiales sind eine Ordnung der Schlauchpilze. Zu ihnen gehören die bekannten Schimmelpilze Penicillium und Aspergillus.

## Merkmale
Die Asci sind rundlich, die Ascosporen sind linsenförmig und haben häufig zwei äquatoriale Ringe. Die Fruchtkörper sind oft stark reduziert und reichen von Peridien, Kleistothecien bis zu nicht-kleistothecischem Stroma. Eine stark reduzierte Form ist Byssochlamys, die Asci werden hier auf einem lockeren Hyphengeflecht gebildet, das manchmal als Protothecium bezeichnet wird. Die größten Fruchtkörper der Eurotiomycetes bildet die Hirschtrüffel (Elaphomyces), der unterirdische, trüffelähnliche Fruchtkörper von rund drei Zentimeter Durchmesser bildet. 
Viele Anamorphe sind phialidisch. Beispiele sind die bekannten Gattungen Penicillium und Aspergillus. 

## Lebensweise
Die meisten Arten leben als Saprobionten. Sie stellen eine der katabolisch und anabolisch diversesten Mikroorganismen-Gruppen dar. Es gibt Arten, die mit extrem wenig Wasser auskommen (xerotolerant), bei niedrigen (psychrotolerant) und hohen (thermotolerant) Temperaturen wachsen. Sie produzieren eine Vielzahl von sekundären Stoffwechselprodukten wie Aflatoxine, Ochratoxine und Patulin. 

## Systematik

### Äußere Systematik
Die Eurotiales wurden früher zusammen mit den Onygenales als Plectomycetes geführt. Heute werden beide Ordnungen in die Unterklasse Eurotiomycetidae gestellt. Sie sind ein monophyletisches Taxon. Das Kladogramm der Unterklasse sieht folgendermaßen aus:
|  | \| \| Onygenales \| \| \| \| \| \| Eurotiales \| \| \| \| |
|  |                                                           |
|  | Coryneliales                                              |
|  |                                                           |
|  | Onygenales                                                |
|  |                                                           |
|  | Eurotiales                                                |
|  |                                                           |

|  | Onygenales |
|  |            |
|  | Eurotiales |
|  |            |

### Innere Systematik
Die Eurotiales bestanden lange aus drei Familien, den Elaphomycetaceae, den Monascaceae und den Trichocomaceae. Die Trichocomataceae wurden aber 2011 in drei Familien aufgeteilt, die Monascacae wurden in die Aspergillaceae integriert.
- Aspergillaceae
  - Aspergillago mit nur einer Art
  - Gießkannenschimmel (Aspergillus) mit 428 Arten, inklusive Eurotium
  - Dichlaena mit vier Arten
  - Hamigera mit neun Arten
  - Leiothecium mit zwei Arten
  - Monascus mit 38 Arten
  - Penicilliopsis mit 15 Arten
  - Pinselschimmel (Penicillium) mit 467 Arten
  - Phialomyces mit fünf Arten
  - Pseudohamigera mit nur einer Art
  - Pseudopenicillium mit drei Arten
  - Sclerocleista mit zwei Arten
  - Xerochrysium mit zwei Arten
  - Xeromyces mit nur einer Art

- Hirschtrüffelverwandte (Elaphomycetaceae) 
  - Hirschtrüffel (Elaphomyces) mit 101 Arten
  - Pseudotulostoma mit zwei Arten

- Penicillaginaceae
  - Penicillago mit vier Arten

- Thermoascaceae
  - Paecilomyces mit zehn Arten, inklusive Byssochlamys
  - Thermoascus mit fünf Arten

- Trichocomaceae
  - Acidotalaromyces mit nur einer Art
  - Ascospirella mit nur einer Art
  - Dendrosphaera mit nur einer Art
  - Evansstolkia mit nur einer Art
  - Rasamsonia mit elf Arten
  - Sagenomellaa mit acht Arten
  - Talaromyces mit 149 Arten
  - Thermomyces mit sechs Arten
  - Trichocoma mit zwei Arten

## Bedeutung
Die Lebensweise und die produzierten Sekundärstoffe machen viele Arten zu Lebensmittelverderbern, sogenannte Schimmelpilze. Einige Arten produzieren auch wichtige Arzneistoffe, besonders Antibiotika (Penicillin), aber auch cholesterinsenkende Stoffe (Lovastatin). Die hohen Wachstumsraten werden auch für die Produktion von Enzymen und komplexen Biomolekülen genutzt. 